# Andrzej Dereń (historyk)
Andrzej Dereń (ur. 20 grudnia 1908 w Chodaczkowie Wielkim, zm. 8 lipca 1984 we Wrocławiu) – polski archiwista i historyk, specjalizujący się w historii Niemiec XIX w. oraz historii Polski XIX w. Związany z Archiwum Państwowym we Wrocławiu.

## Życiorys
Urodził się w 1908 w Chodaczkowie Wielkim, województwo tarnopolskie, w rodzinie Ignacego i Marii z domu Winnik. Edukację rozpoczął w Tarnopolu, gdzie ukończył liceum. Następnie podjął studia na Wydziale Humanistycznym Uniwersytetu Jana Kazimierza we Lwowie. W 1935 uzyskał tytuł magistra filozofii w zakresie historii. Na stopień podporucznika został mianowany ze starszeństwem z 1 stycznia 1935 i 375. lokatą w korpusie oficerów rezerwy piechoty. 1 lipca 1936 został zatrudniony, jako urzędnik cywilny VIII grupy uposażenia w Wojskowym Biurze Historycznym w Warszawie na stanowisku kierownika referatu bibliograficznego Wydziału Formacji Polskich. Zestawił Listę kawalerzystów i artylerzystów konnych odznaczonych Orderem Wojennym „Virtuti Militari” oraz Listę poległych kawalerzystów i artylerzystów konnych, które zostały opublikowane w 1938, w pracy „Księga Jazdy Polskiej”.
17 września 1939 wraz z Grupą Ewakuacyjną Wojskowego Biura Historycznego na rozkaz Kwatery Głównej Naczelnego Dowództwa przekroczył granicę polsko-rumuńską, udając się do Bukaresztu. W Bukareszcie przystąpił do organizacji gimnazjum i liceum polskiego, założonego przez Amerykańską Komisję Pomocy Polakom (American Commision for Polish Relief), których został dyrektorem.
W 1946 rozpoczął pracę w Archiwum Państwowym we Wrocławiu, jako pracownik naukowy. W latach pracy w Archiwum Państwowym we Wrocławiu uzyskał stopień doktora. Od 1954 do 1972 był dyrektorem Wojewódzkiego Archiwum Państwowego we Wrocławiu. Na emeryturę przeszedł w roku 1978.
Był członkiem Okręgowej Komisji Badania Zbrodni Hitlerowskich we Wrocławiu, prezesem Oddziału Stowarzyszenia Archiwistów Polskich Oddział we Wrocławiu (od założenia do roku 1973), wiceprezesem Oddziału Polskiego Towarzystwa Historycznego Oddział we Wrocławiu (w latach od 1954 r. do 1972 r.) oraz członkiem innych towarzystw naukowych i zawodowych.
Zmarł 8 lipca 1984 r. we Wrocławiu, pochowany na Cmentarzu Grabiszyńskim we Wrocławiu wraz z małżonką.
W 1935 zawarł związek małżeński z Janiną Pelczarską (ur. 1911), która przed II wojną światową pełniła służbę w Policji Państwowej w Warszawie, w randze komisarza, a po wojnie była archiwistką. Z tego związku urodziło się troje dzieci: Jolanta (ur. 1939), Jerzy (ur. 1948) i Hanna (ur. 1950).

## Ordery i odznaczenia dznaczenia
- Krzyż Kawalerski Orderu Odrodzenia Polski
- Złoty Krzyż Zasługi
- Złota Odznaka "Zasłużony dla Dolnego Śląska"
- Złota Odznaka Związku Nauczycielstwa Polskiego